# ملتان

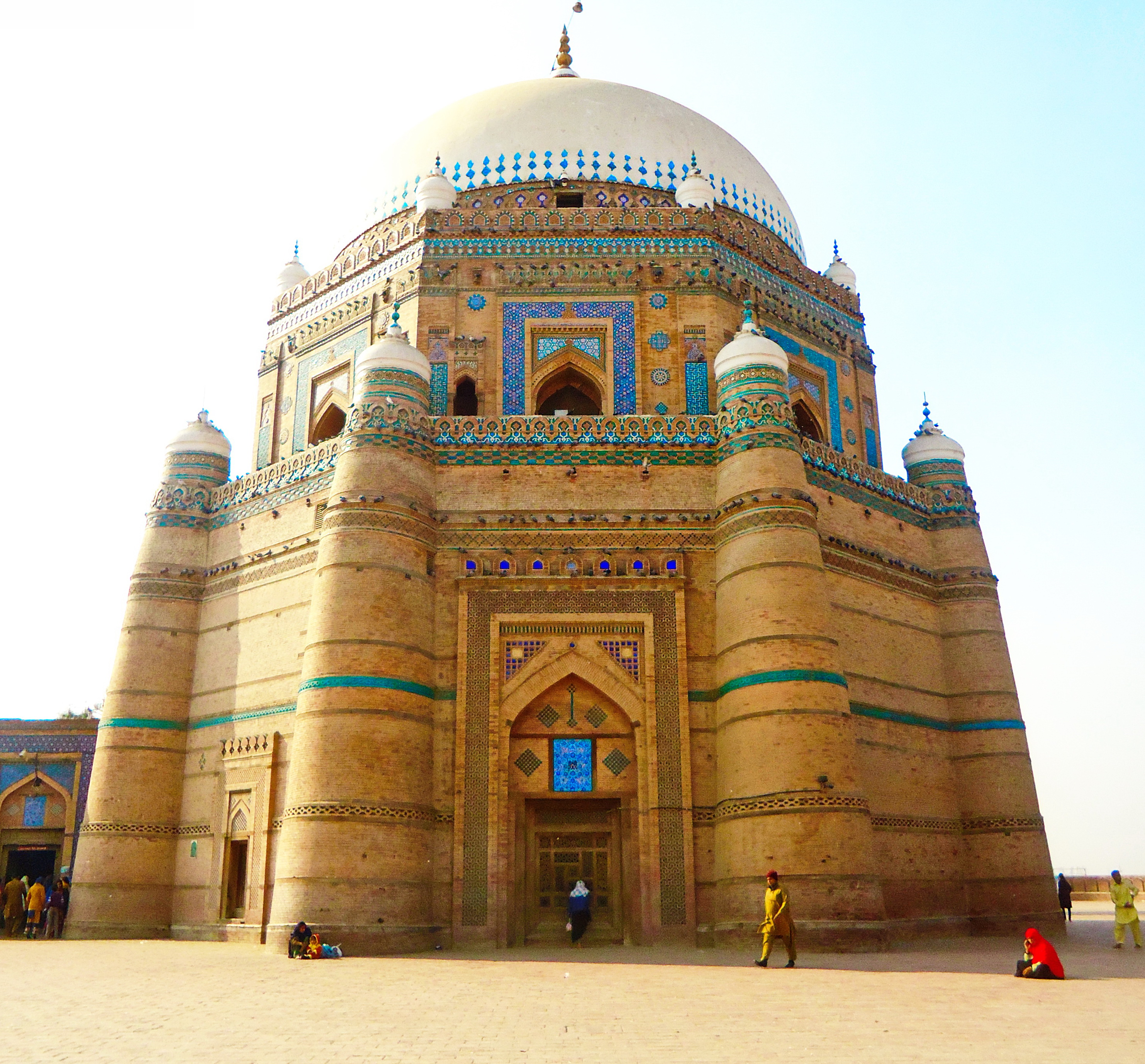
مقبرة شاه ركن العالم

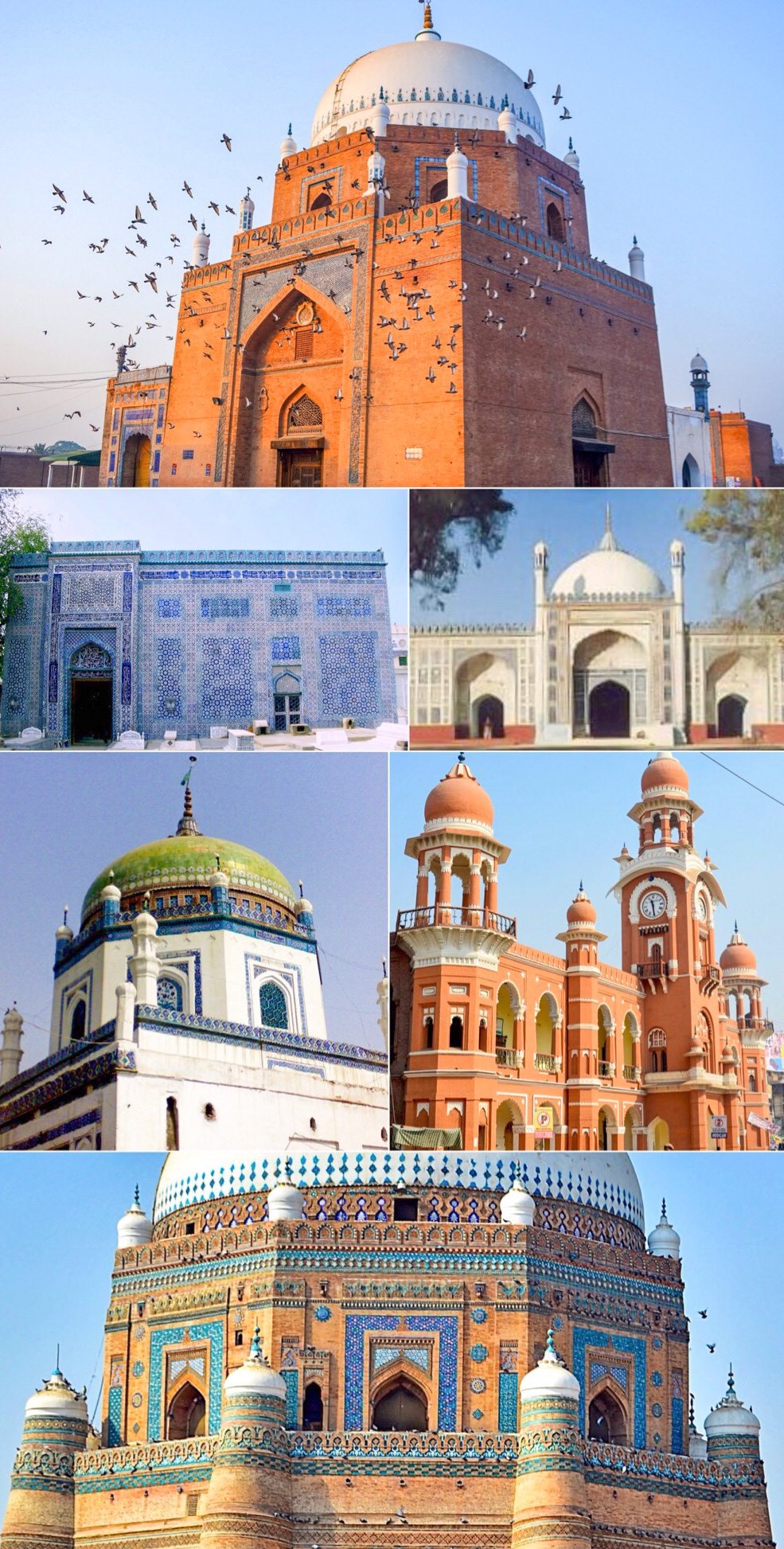
باتجاه عقارب الساعة من الأعلى: القرن الثالث عشر ضريح بهاء الدين زكريا، مسجد شاهي عيد جاه, برج الساعة بملتان أو غانتا غار, التفاصيل في القرن ال 14 مقبرة شاه ركن العالم, ضريح شمس الدين سبزواری, مقبرة من القرميد الأزرق شاه غارديز

مُلتان هي مدينة باكستانية تقع في الجزء الجنوبي من محافظة البنجاب، وهي عاصمة منطقة ملتان. يفوق عدد سكانها 3.1 مليون نسمة (إحصائية 1998)، مما يجعلها سادس أكبر مدن باكستان. تقع المدينة شرق نهر تشناب وتبعد عن كراتشي بحوالي 966 كلم. المدينة مليئة بالأسواق والجوامع والضرائح والقبور المصممة بشكل مميز. كما توجد فيها شبكة سكك حديدية. مساحة المدينة 3721 كم2.

## اسمها
وسميت الملتان باسم الصنم وهي مولا (اسم الملة) استهان (مكان) وبعد ذلك تحول اسم من مولاستهان الي ملتان
| ملتان | وكان بها صنم يعظّمه أهل الهند ويحجون إليه من أقاصي بلدانها ويتصدقون عليه أموال جمة وحلي كثير وطيب وشيء يقصر الوصف عنه تعظيماً له وإجلالاً وله خدام وعباد يأوون إليه وينفقون ويلبسون منماله المتصدق به عليه. والصنم على صورة الإنسان مربع على كرسي من جص وآجر قد البس جميع جسده جلداً يشبه السختيان أحمر لا يتبين من جسده شيء إلا عيناه فمنهم من يزعم أن بدنه من خشب ومنهم من يدفع ذلك القول عنه وينكره غير أنه لا يترك بدنه مكشوفاً وعيناه جوهرتان وعلى رأسه إكليل من ذهب مرصع والصنم قد تربع ومد ذراعيه على ركبتيه كأنه يحسب أربعة وهو معظم عندهم جداً. وإنما سميت الملتان فرج بيت الذهب لأن محمد بن يوسف أخا الحجاج أصاب بها أربعين بهار ذهب والبهار ثلاث مائة وثلاثة وثلاثون مناً وكلها في بيت فسميت بذلك فرج الذهب والفرج الثغر. وللملتان نهر صغير و(هي نهر تشناب) عليه أرحاء ومزارع ويصب في نهر مهران السند. | ملتان |

## تاريخ
ملتان هي مدينة تاريخية، وشهدت العديد من الصراعات لأنها تقع في طريق غزو كبير من آسيا الوسطى. يعود أقدم تاريخ للمدينة في عهد الإسكندر الكبير. يعتقد بأن المدينة هي نفسها الملقبة لـ «ماي يوس ثان» حينما اقتحمت قوى الإسكندر الكبير القلعة بعد رؤية ملكهم مجروحاً وفاقداً للوعي في ساحة المعركة. في منتصف القرن 5 هاجمت المدينة مجموعة من الهائمين بقيادة «تورمان»، واستطاعوا احتلال المدينة لكنهم لم يبقوا فيها، ثم عاد إليها الحكم الهندوسي. في القرن 7 وصل إليها الفاتحون المسلمون ولكنهم لم يغزوها. بعد عدة عقود فتحها المسلم محمد بن القاسم الثقفي مع بلاد السند. كانت المدينة تعرف بـ «مدينة الذهب» وكتب المؤرخون بأنها احتوت على معبد هندوسي ضخم يعيش بداخله 6000 شخص كان يعرف باسم «سون ماندير». ومنذ قدوم الثقفي حكمها المسلمون.
بعد مئات السنين هاجم السلطان محمود الغزنوي المدينة مرتين، وهو من الغزنويين، وجاء من بعده المغول الذين حكومها لحوالي 200 سنة. وفي ذلك الوقت عرفت بـ «دار الأمان»، وقد بني فيها العديد من المباني سريعاً. وحكمت بعد ذلك من كابل بواسطة بعض السلالات الأفغانية لفترة من الزمن. وفي القرن 18 هاجمتها الجيوش السيخية عدة مرات، فحدث فيها الدمار وسلبت منها الكنوز. لم يمكث فيها السيخيون فأصبحت مستقلة مرة أخرى، ثم حكمها النواب، ثم السيخيون، حتى تم استعمار المنطقة بواسطة البريطانيين فكانت جزء من الهند البريطانية. عندما استقلت باكستان عام 1947، كانت ملتان في وضع سيء للغاية لافتقارها للمصانع والمستشفيات والمدارس، ولكنها سرعان ما ازدهرت.

## أعلام ملتان
- أبو عبد الرحمن محمد رفيق الطاهر، أستاذ الحديث بجامعة دار الحديث المحمدية ملتان باكستان
- حنا رباني خار، وزيرة خارجية باكستان.
- الملتاني، نسبة إلى ملتان.